# Massa Martana
Massa Martana är en ort och kommun i provinsen Perugia i regionen Umbrien i Italien. Kommunen hade 3 673 invånare (2018).